# Pine Harbor
Pine Harbor – jednostka osadnicza w Stanach Zjednoczonych, w stanie Teksas, w hrabstwie Marion.